# Zbrojnik kolumbijski
Zbrojnik kolumbijski (Dasyloricaria filamentosa) – gatunek sumokształtne ryby z rodziny zbrojnikowatych (Loricariidae). Jest to ryba hodowana w akwariach.

## Występowanie
Zbrojnik kolumbijski żyje w wodach północno-zachodniej części Ameryki Południowej.

## Pożywienie
Zbrojnik kolumbijski żywi się roślinami, zwłaszcza glonami.

## Rozmnażanie
Samiec wyszukuje i przygotowuje miejsce na tarlisko. Po tarle bardzo troskliwie opiekuje się ikrą. Młode wylęgają się po 9–10 dniach inkubacji.